# Данијела (ТВ серија)
Данијела (шп. Daniela) мексичко-америчка је теленовела, продукцијске куће Телемундо, снимана 2002.
У Србији је емитована током 2009. и 2010. на телевизији Пинк.

## Синопсис
Данијела је млада и лепа девојка која живи прилично мирним животом у малом мексичком граду све док јој једног дана мајка не премине. На самрти, Данијели мајка открива име њеног оца након чега Данијела креће у велики град како би га пронашла. Тамо, Данијелу дочекује апсолутно другачија ситуација од оне какву је очекивала. Мораће да се суочи са човеком који је не прихвата као кћерку, са огорченом полусестром, и да се избори са правом љубави и предрасудама своје нове породице.

## Улоге
| Глумац:               | Улога:                     |
| --------------------- | -------------------------- |
| Лици Домингез         | Данијела Гамбоа            |
| Родриго де ла Роса    | Маурисио Лаваље            |
| Освалдо Бенавидес     | Андрес Миранда             |
| Рене Гатика           | Алфонсо Пончо Гамбоа       |
| Марта Замора          | Енрикета Монтихо де Гамбоа |
| Елвира Монсел         | Исабел Миранда             |
| Химена Рубио          | Паола Аранго               |
| Тереса Тусио          | Габријела Аранго           |
| Родриго Овиједо       | Рафаел Валдез              |
| Густаво Наваро        | Лари                       |
| Тара Пара             | Челито                     |
| Магали Бојселе        | Нена                       |
| Маша Костиурина       | Марилин                    |
| Виргилио Гарсиа       | Фабиан                     |
| Елизабет Фуинди       | Регина                     |
| Марко Антонио Тревињо | Освалдо                    |
| Роберто Ескобар       | Армандо                    |
| Алма Фретхер          | Камила                     |
| Пилар Мата            | Лаура                      |
| Луис Карденас         | Федерико                   |